# Donja Vast
Donja Vast je naseljeno mjesto u općini Prozor-Rama, Federacija Bosne i Hercegovine, BiH.

## Stanovništvo

### 1991.
Nacionalni sastav stanovništva 1991. godine, bio je sljedeći:
ukupno: 367
- Hrvati - 375
- Muslimani - 85
- ostali, neopredijeljeni i nepoznato - 3

### 2013.
Nacionalni sastav stanovništva 2013. godine, bio je sljedeći:
ukupno: 195
- Hrvati - 164
- Bošnjaci - 30
- ostali, neopredijeljeni i nepoznato - 1

## Poznate osobe
- don Pavao Crnjac, svećenik i hrv. pisac (rođen u Dolinama, Donja Vast, Uzdol, podrijetlom je s Tribošića)[3]
- hrvatski akademik Rajko Glibo, (Donja Vast kraj Prozor-Rame, 24. listopada 1940.) redoviti sveučilišni profesor, pjesnik, dramski pisac, pisac udžbenika i esejist)[4]